# Dierenwinkel

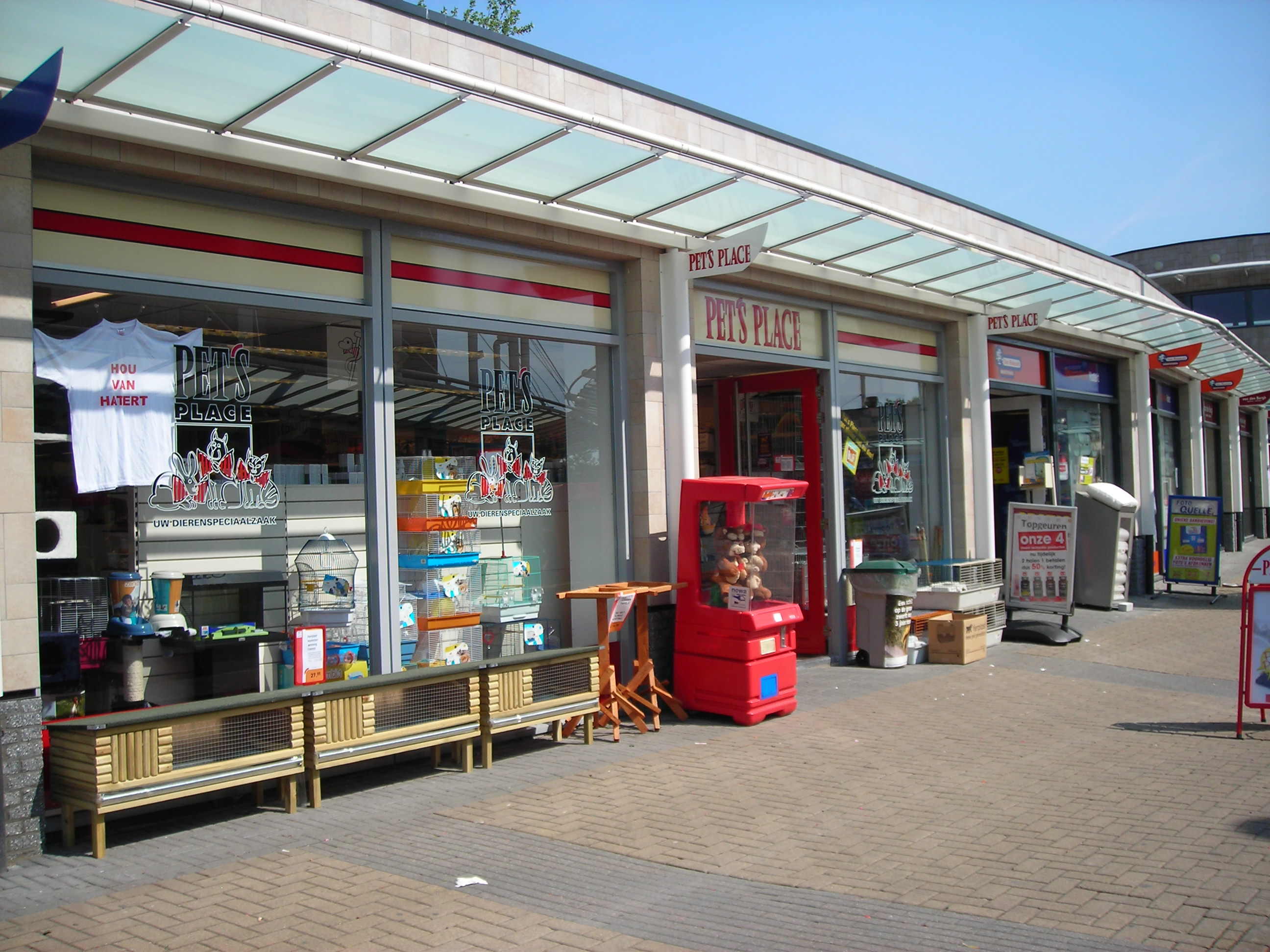
Dierenwinkel in Hatert, Nijmegen.

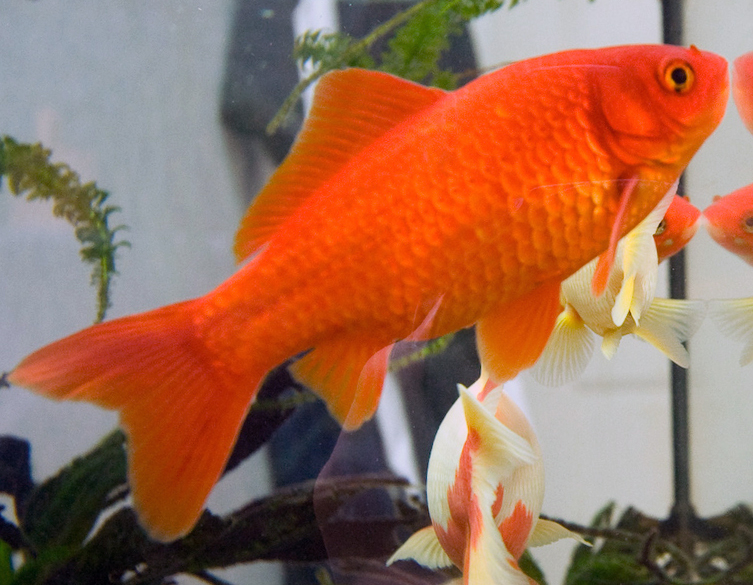
Een goudvis in een aquarium.

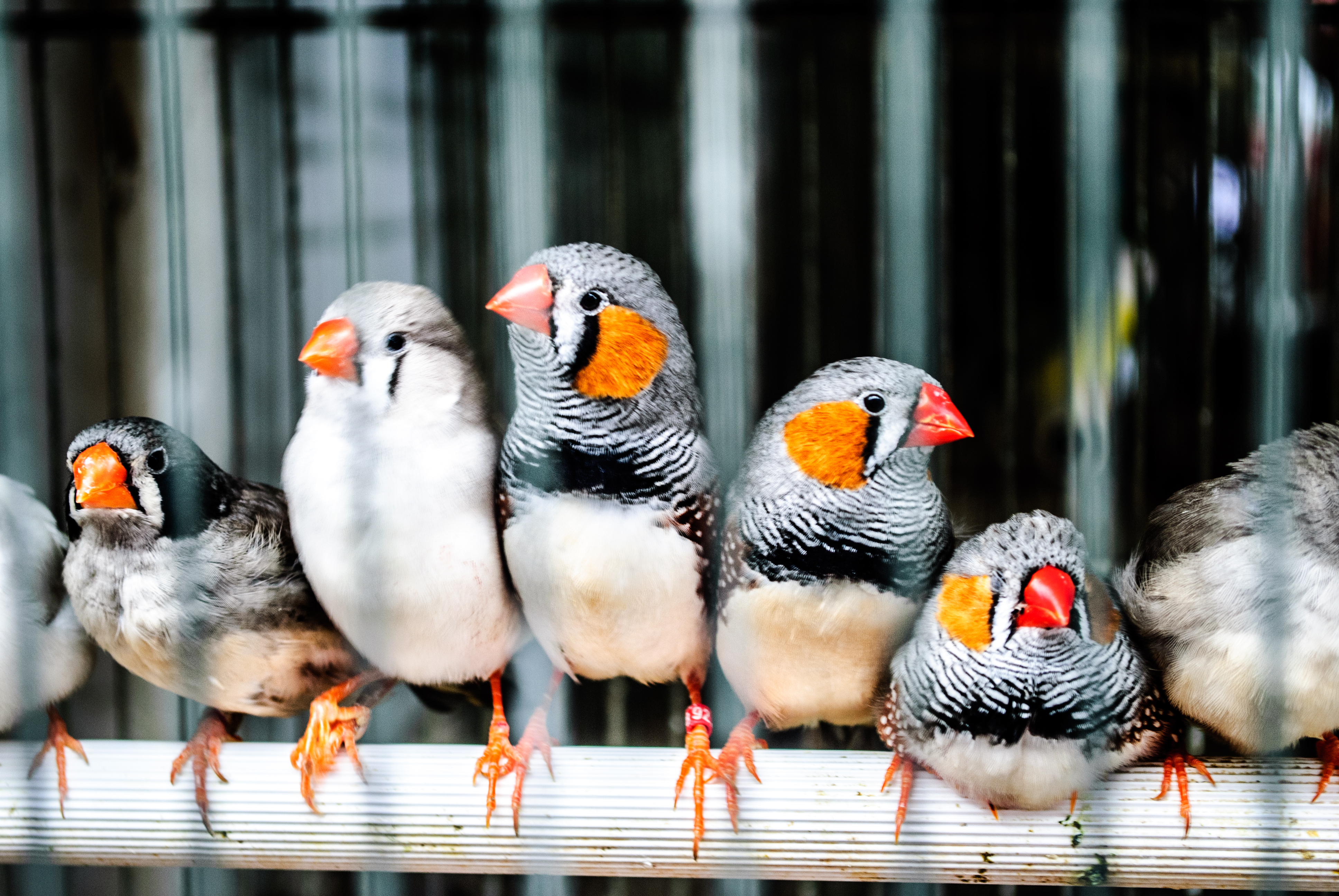
Een familie zebravinken in een vogelkooi. De zebravink is een exotisch huisdier dat gemakkelijk in een volière gekweekt kan worden.

Een dierenwinkel of dierenspeciaalzaak is een onderneming die soms verschillende kleine soorten huisdieren (gezelschapsdieren) verkoopt, en daarnaast voeder ("dierenvoer") en een veelal grote variëteit aan toebehoren zoals kooien, diergeneesmiddelen, halsbanden of speeltjes.
Sommige dierenwinkels hebben zich gespecialiseerd in voeding, andere weer in bepaalde diersoorten. Een aantal dierenwinkels zijn aangesloten bij een franchising-organisatie. Deze winkels zijn meestal niet vrij in de keuze van hun assortiment. Veel dierenwinkels verkopen ook "levende have" of hengels en toebehoren en aas voor de hengelsport. Er zijn echter steeds meer dierenwinkels die geen levende dieren verkopen, omdat het dierenwelzijn in het geding kan raken aangezien het moeilijk is om dieren in de winkel voldoende verzorging en aandacht te geven. Ook worden niet alle dieren verkocht en met name de winkels die niet aangesloten zijn bij een organisatie hebben moeite met het "afvoeren" van de onverkochte dieren.
Dieren die vaak te vinden zijn bij een dierenwinkel zijn onder andere vissen voor in aquariums (bijvoorbeeld goudvissen), kleine vogels zoals parkieten, kanaries e.d., kleine zoogdieren (bijvoorbeeld hamsters, muizen, tamme ratten of cavia's) en kleine reptielen zoals hagedissen en enkele soorten slangen. Onverkochte dieren worden soms gebruikt als voer voor deze laatsten.

## Andere dieren

### Honden en katten
Hoewel het in enkele gevallen nog voorkomt, is het niet gebruikelijk dat men in een dierenwinkel terechtkan voor de aanschaf van honden of katten. In veel Europese landen, zoals het Verenigd Koninkrijk, is de verkoop van die dieren in dierenwinkels dan ook bij wet verboden. In België is de verkoop in dierenwinkels verboden vanaf 2009. Onder de diergeneesmiddelen voor katten en honden die het meest in dierenwinkels verkocht worden zijn middelen tegen vlooien, teken en parasitaire wormen.

### Exotische diersoorten
In Nederland worden soms nog exoten in dierenwinkels verkocht, naast in gevangenschap gekweekte inheemse diersoorten. Omdat dit niet in alle dierenwinkels even verantwoord gedaan wordt, bestaat er sinds 2007 het burgerinitiatief 'Dierenwinkelinspectie'.
Exotische diersoorten zoals papegaaiachtigen of grote slangen zijn niet bij alle reguliere dierenwinkels verkrijgbaar. Omdat het onderhouden van deze dieren vaak moeilijk en kostbaar is, vindt men dergelijke dieren vooral bij gespecialiseerde zaken. Ook met betrekking tot het houden en verhandelen van exotische dieren bestaat specifieke wetgeving, denk aan de CITES-wetgeving. Het bestaansrecht voor de dierenwinkels die zich hierin hebben gespecialiseerd, zal mogelijk ernstig worden aangetast wanneer de positieflijsten zullen worden ingevoerd. In de positieflijsten staan de diersoorten die nog mogen worden gehouden door particulieren.

## Trivia
- De Dierenwinkel was een vast onderdeel in de serie Jiskefet. Dit onderdeel speelde zich af in een zeer ouderwetse winkel, met achter de toonbank dozen met etiketten waarop bijvoorbeeld poes of vis stond.
- Ook de Britse komediegroep Monty Python maakte twee afleveringen in een dierenwinkel. De bekendste is The dead parrot, waarbij een klant een dode papegaai terugbrengt. De verkoper gelooft echter niet dat het beest dood is. In de andere scène wil een klant een kat kopen, maar de verkoper staat erop dat de klant een hond aanschaft.
- In het programma De Lama's is soms het onderdeel "De Dierenwinkel" te zien. Daarbij moet iemand in een dierenwinkel raden welk dier hij heeft gekocht en wat daar mis mee is door een gesprek te voeren met de eigenaar van de winkel.